# Waloschyn
Waloschyn (belarussisch Валожын, polnisch Wołożyn, litauisch Valažinas, jiddisch וואָלאָזשין Volozhin) ist eine Stadt in Belarus in der Minskaja Woblasz und Hauptort des Rajon Waloschyn. Waloschyn zählte im Jahr 2009 11.100 Einwohner.

## Geschichte
Waloschyn wurde 1440 erstmals urkundlich erwähnt. Der Ort war im Besitz der Adelsfamilie Tyszkiewicz und gehörte zum Großfürstentum Litauen. Infolge der zweiten polnischen Teilung fiel Waloschyn 1793 an das Russische Kaiserreich. Im Polnisch-Sowjetischen Krieg wurde Waloschyn 1919 von polnischen Truppen erobert und 1921 im Friedensvertrag von Riga der Zweiten Polnischen Republik zugesprochen. Im September 1939 wurde Waloschyn infolge des Deutsch-sowjetischen Nichtangriffspaktes von der Roten Armee besetzt und der Sowjetunion einverleibt. Im Deutsch-Sowjetischen Krieg wurde Waloschyn im Juli 1941 von deutschen Truppen erobert und im Juli 1944 von der Roten Armee zurückerobert. Waloschyn wurde der Weißrussischen Sozialistischen Sowjetrepublik zugeschlagen.

## Die jüdische Gemeinde
1931 hatte die Stadt 5600 Einwohner, mehrheitlich Juden. Die Zahl der Juden unmittelbar vor dem deutschen Einmarsch 1941 wird auf rund 3000 geschätzt. Sie wurden in drei „Aktionen“ ermordet.
Waloschyn war bekannt durch die 1803 gegründete Jeschiwa von Waloschyn (Talmudschule).

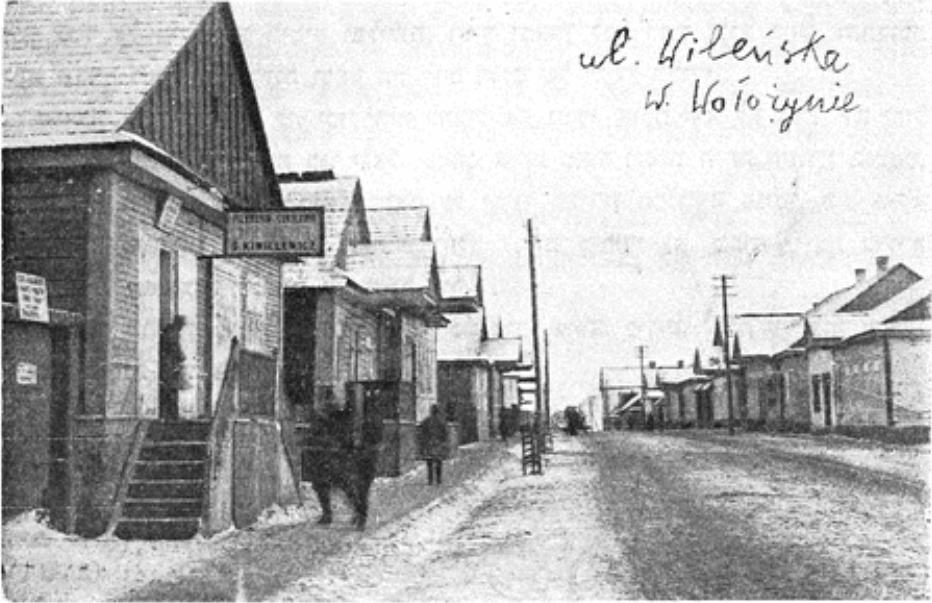
Waloschyn, Wilenskaja
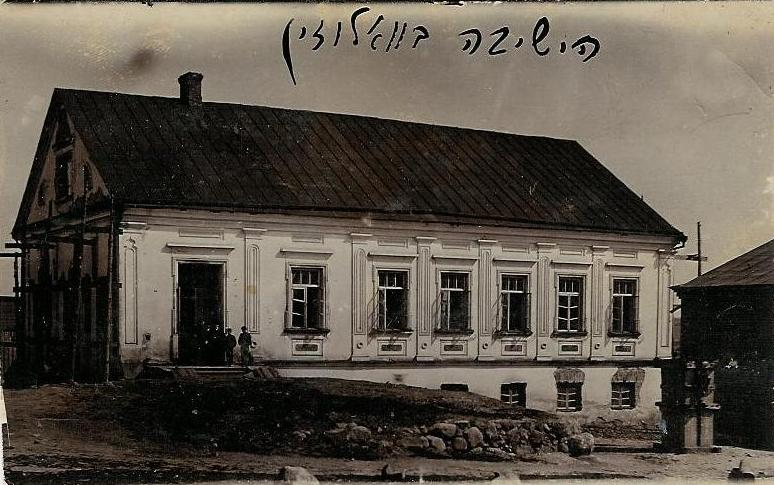
Die Jeschiwa von Waloschyn
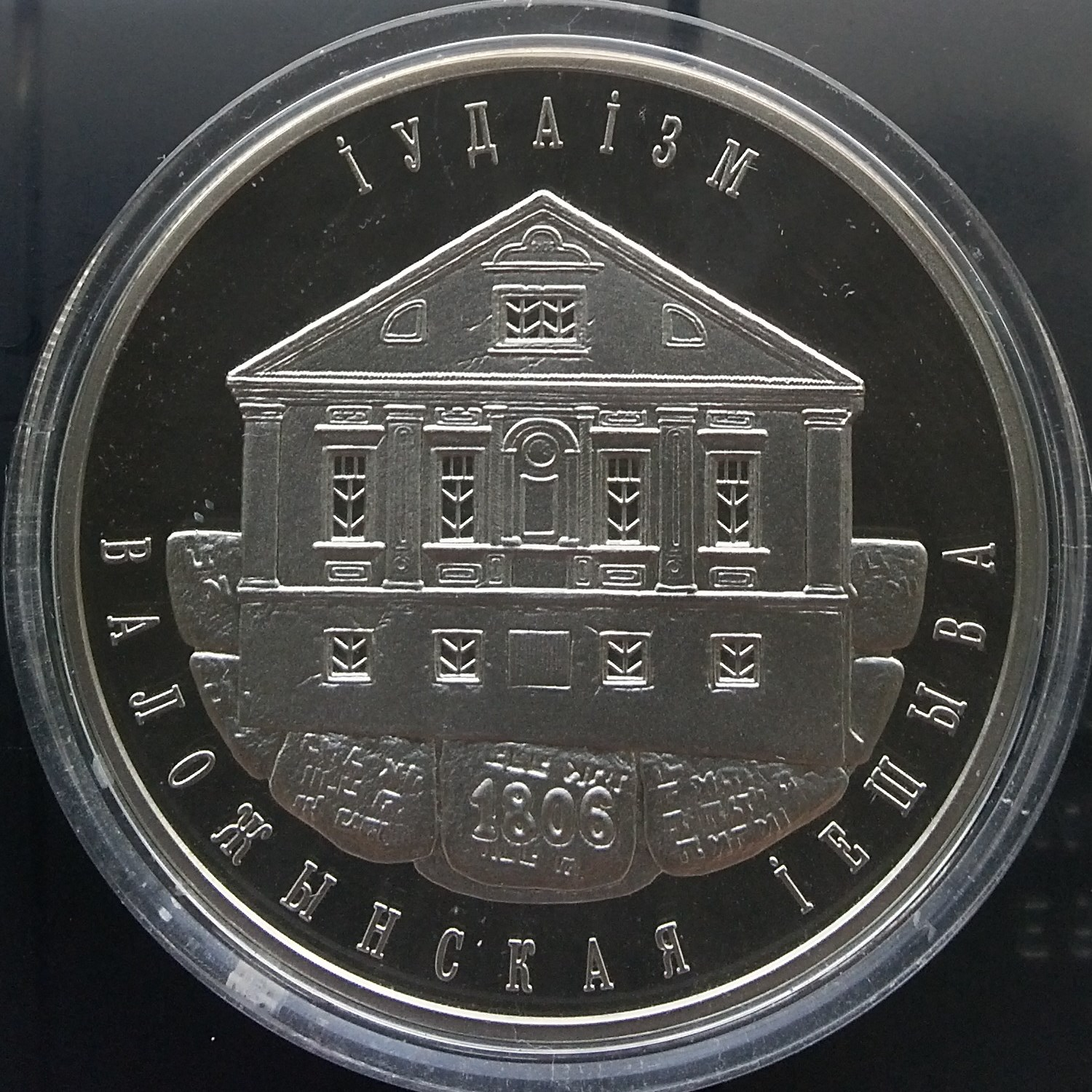
Die Jeschiwa von Waloschyn, silber 925, 2010, Belarus

## Söhne und Töchter
- Meir Bar-Ilan (1880–1949), orthodoxer Rabbiner und ein Führer des religiösen Zionismus
- Haim Hillel Ben-Sasson (1914–1977), israelischer Historiker
- Chajim b. Isaak (1749–1821), Rabbiner und Begründer der Jeschiwa von Waloschyn
- Michel Jehuda Lefkowitz (1913–2011), israelischer ultraorthodoxer Rabbiner der litauischen Richtung
- Chaim Berlin (1832–1912), orthodoxer Rabbiner